# (13673) Urysohn
(13673) Urysohn (1997 LC) – planetoida z pasa głównego asteroid okrążająca Słońce w ciągu 4,86 lat w średniej odległości 2,87 j.a. Odkryta 1 czerwca 1997 roku, nazwana w 2000 na cześć Pawła Urysohna.